# Spulerina dissotoma
Spulerina dissotoma là một loài bướm đêm thuộc họ Gracillariidae. Nó được tìm thấy ở Ấn Độ (Bihar), Nhật Bản (Honshū, Kyūshū, Shikoku, Tusima, Hokkaidō và quần đảo Ryukyu), Hàn Quốc, vùng Viễn Đông Nga và Đài Loan.
Sải cánh dài 5.8-7.6 mm.
Ấu trùng ăn Flemingia lineata, Lespedeza bicolor, Lespedeza cyrtobotrya và Pueraria montana. Chúng ăn lá nơi chúng làm tổ.